# Mireille Jouve
Pour les articles homonymes, voir Jouve.
Mireille Jouve, née le 30 décembre 1960 à Aix-en-Provence, est une femme politique française. 

## Biographie
Elle est élue sénatrice des Bouches-du-Rhône le 28 septembre 2014, mais n'est pas reconduite lors du scrutin du 27 septembre 2020. Le 21 mars 2024, à la suite de la condamnation définitive de Jean-Noël Guérini à trois ans de prison et cinq ans d'inéligibilité, elle récupère son siège de sénatrice des Bouches-du-Rhône.
En 2016, elle soutient Nathalie Kosciusko-Morizet à la primaire du parti Les Républicains, signant ainsi une charte selon laquelle elle « partage les valeurs républicaines de la droite et du centre ».
Elle est également maire de Meyrargues (Bouches-du-Rhône), élue sans étiquette, de 2008 à 2017 (date à laquelle elle abandonne ce mandat local, pour cause de non-cumul de mandats).